# Polystichum turrialbae
Polystichum turrialbae är en träjonväxtart som beskrevs av Christ. Polystichum turrialbae ingår i släktet Polystichum och familjen Dryopteridaceae. Inga underarter finns listade.